# Anderz Wrethov
Anderz Wrethov, folkbokförd  Anders Wrethov, född 11 april 1979 i Vellinge församling, Malmöhus län, är en svensk låtskrivare, musikproducent och artist. Som artist uppträder han under sitt efternamn Wrethov. Han är gift med Johanna Elkesdotter Wrethov som är sångerska och låtskrivare.

## Biografi
Wrethov avlade examen vid Musikhögskolan i Malmö 2002. Han sjunger och spelar piano och gitarr. Wrethov har skrivit och producerat sånger för Tusse, John Lundvik, Eleni Foureira, Anis Don Demina, Liamoo, Klara Hammarström, Lasse Stefanz, Laurell, Dotter, Medina, Samir & Viktor, Theoz, Måns Zelmerlöw, Mohombi, Arash Labaf, Margaret, Marcus & Martinus, Hasse Andersson, Jan Malmsjö, Panetoz, Günther and the Sunshine Girls, Markoolio, Bobby Farrell (tidigare i Boney M), Samantha Fox och Carlito (Dr Bombay) med flera. Dessutom har han skrivit låtar till asiatiska megastjärnor som Arashi, KAT-TUN, Tackey&Tsubasa, News, Tegomass, Super Junior m.fl. Hans låtar har sålt i över 20 miljoner världen över och spelats över 3000 miljoner gånger på Spotify.
Han har haft många låtar på hitlistor i Sverige, Norge, Storbritannien, Tyskland, Irland, Holland, Sydkorea och Japan och har fått flera guld- och platinaskivor.
Wrethov har genom sina låtar deltagit i svenska Melodifestivalen fjorton gånger med totalt 44 låtar och vunnit tre gånger: "Too Late for Love" med John Lundvik som vann tävlingen 2019, "Voices" med Tusse som vann 2021 och Bara bada bastu med KAJ som vann 2025. Han var också en av upphovsmännen bakom Arashs låt "Always" som tävlade för Azerbajdzjan i Eurovision Song Contest 2009 och som kom på tredje plats. 2018 var han en av upphovsmännen bakom Eleni Foureiras låt "Fuego" i Eurovision Song Contest 2018 som kom på andra plats för Cypern. Han är en av de låtskrivare som genom tiderna tävlat med flest bidrag i Melodifestivalen.

### Solokarriär
2011 gjorde Wrethov själv debut med artistnamnet "Wrethov" då han sjöng den officiella VM-låten "One Love One Goal" till svenska damfotbollslandslaget. 2012 släppte han singeln "One Life" tillsammans med Kase. Låten blev en radiohit i Polen och Kase och Wrethov fortsatte att jobba tillsammans. 2013 släpptes singeln "Break Down" som blev en ännu större hit där och Kase och Wrethov började att turnera i Polen. 2014 släpptes singeln "Kings Of The World" som också blev en radioframgång i Polen. Kase och Wrethovs singlar har spelats i polsk radio över 10 000 gånger och de blev inbjudna att medverka på ESKA Music Awards 2013 i Polen. Wrethov har även samarbetat med polska DJ:s. 2014 släpptes singeln "Live Forever" med Gromee feat Wrethov och "Children Of The Sun" med Dirty Rush & Gregor Es feat Wrethov. 2015 släppte Wrethov singeln "In Memories" från Avengers: Age of Ultron soundtrack (Marvel).
1999 vann han en deltävling i Sikta mot stjärnorna som Bryan Adams och gick till final.

## Priser och utmärkelser
- 2012 – Johnny Bode-stipendiet

## Diskografi

### Singlar
- 2010 – Runaway (RoastingHouse).[3]
- Tonight (Playground Music Scandinavia).[4]

### Övrigt
- "It's really.. " Mighty Nice (1999 Rock Records JP) Album
- "Sommarparty" Sofie (2002 Universal Music, SWE #17) Single
- "Superduper" Sofie (2002 Universal Music, SWE #21) Album
- "Winter Vacation in SMTown" SMTown (2002 SM Entertainment, South Korea #1) Album
- "Ding dong song" Gunther & The Sunshinegirls (2004 Warner Music, SWE No. 1 gold, UK No. 14, IRL No. 6, NOR No. 6 gold) Single
- "Teeny weeny string bikini" Günther & The Sunshinegirls (2004 Warner Music, SWE No. 1 gold) Single
- "The adventures of chips" Chipz (2004 Universal Music, Netherlands No. 1 platinum, Germany No. 6 gold, Austria No. 9, Switzerland No. 20, Sweden #35) Album
- "Pleasureman" Günther & The Sunshinegirls (2004 Warner Music, SWE #6) Album
- "Simsalabim" Sofie (2004 Egmont Music, SWE #9) Single
- "Super Rockstar Girl" Sofie (2004 Egmont Music, SWE) Album
- "Touch me" Günther & The Sunshinegirls Feat Samantha Fox  (2004 Warner Music, SWE #1) Single
- "The world of chips" Chipz (2005 Universal Music, Netherlands No. 1 platinum, Germany No. 5 gold, Austria No. 6, Switzerland #12) Album
- "Carneval" Chipz (2005 Universal Music, Netherlands No. 1, Germany No. 28, Austria #28) Single
- "Arash" Arash (2005 Warner Music, gold in Czech Republic) Album
- "Tutti Frutti Summerlove" Günther & The Sunshinegirls (2005 Warner Music, SWE No. 27, FIN #12) Single
- "Christmas Song" Günther & The Sunshinegirls (2005 Warner Music, SWE #21) Single
- "Nie zatrzyma nikt" Patrycia Markowska (2005 Universal, Poland #1) Single
- "Fiesta" Carlito (2006 Dreamusic, JPN #17) Album
- "Like fire tonight" Günther & The Sunshinegirls (2006 Warner Music, SWE #17) Single
- "Past Present Future" Chipz (2006 Universal Music, Netherlands No. 1 gold) Album
- "Äntligen" Emil Sigfridsson (2006 Mariann, SWE #27) Album
- "Make a big splash" Chipz (2007 Universal Music, Netherlands #3) Single
- "Best" Tackey & Tsubasa (2007 Avex, JPN No. 1 gold) Album
- "U" Super Junior (2007 SM Entertainment, South Korea #1) Single
- "The Hitz Collection" Chipz (2007 Universal Music, Netherlands #10) Album
- "One Love" Arashi (2008 Johnny's Entertainment, JPN No. 1, 2X platinum) Single
- "Donya" Arash (2008 Warner Music, gold in Poland) Album
- "Upp och hoppa" Frida (2008 Warner Music, SWE #9) Single
- "Hoppa upp!" Frida (2008 Warner Music, SWE #25) Album
- "Bamboo Song" Bobby Farrell (2008 Dreamusic) Single
- "Buy Buy buy" By2 (2008 Ocean Butterfly China) Single
- "CDX" Chipz (2008 Universal Music, Netherlands #1) Album
- "Tanabata Matsuri" Tegomass (2009 Johnny's Entertainment JPN No. 1 gold) Single
- "Summer SMTown" SMTown (2009 SM Entertainment, South Korea #1) Album
- "Always" Aysel & Arash (2009, SWE No. 3, Greece No. 2, NOR #18) Single – Eurovision Song Contest 2009 No. 3
- "Change Ur World" KAT-TUN (2010 Johnny's Entertainment, JPN No. 1 platinum) Single
- "Fighting Man" NEWS (2010 Johnny's Entertainment, JPN No. 1 gold) Single
- "Nana Best" Nana Tanimura (2011 Avex, JPN #15) Album
- "Ultimate Wheels" KAT-TUN (2011 Johnny's Entertainment, JPN No. 1 platinum) Single
- "Tegomasu no Mahou" Tegomass (2011 Johnny's Entertainment, JPN No. 1 gold) Album
- "One Love One Goal" Wrethov (2011 Universal Music) Single – The official song for Sweden in FIFA Women's World Cup 2011
- "One more chance" FutureProof (2011 LAB Records) Single
- "Black Wedding" ReBound Rubies (2011 Sony Music) Single
- "Maniac" FutureProof feat Kayne (2011 LAB Records) Single
- "Chain" KAT-TUN (2012 Johnny's Entertainment, JPN No. 1 gold) Album
- "How Low Can You Go" FutureProof (2012 LAB Records) Single
- "Jag är Markoolio" Markoolio (2012 Sony Music, SWE #3) Album
- "The Show" SHOW (2012 Pony Canyon, JPN #36) Album
- "25th hour" Twenty Twenty (2012 Twenty Twenty) Album
- "Still" LEAD (2012 Pony Canyon, JPN #4) Single
- "One Life" Kase and Wrethov (2012 NuAgeMusic/Universal) Single
- "Stay young" The United (2013 Farm Records Japan) Single
- "So Wicked" The United (2013 Farm Records Japan) Single
- "Break Down" Kase and Wrethov (2013 Wrethov Music/NuAgeMusic) Single
- "Jalla Dansa Sawa" Behrang Miri (2013 EMI, SWE No. 4, 2X platinum) Single
- "C'est Comme Ca" Behrang Miri (2013 EMI) Single
- "Colour my life" Orange caramel (2013 Avex, JPN 21#) Album
- "Kings of the World" Kase and Wrethov (2014 Wrethov Music/NuAgeMusic) Single
- "Live Forever" Gromee feat Wrethov (2014 NuAgeMusic) Single
- "Children of the Sun" Dirty Rush and Gregor Es feat Wrethov (2014 Big & Dirty Recordings) Single
- "Aleo" Mahan Moin (2014 Warner Music) Single
- "Schmackeboom" Le Tac (2014 Warner Music, gold) Single
- "When The Sun Comes Up" Ellen Benediktson (2014 Warner Music) Single
- "Doga Doga" Medina feat Arash (2014 Warner Music) Single
- "Insomnia" Ellen Benediktson (2015 Warner Music) Single
- "Superman" Arash (2015 Warner Music) Album
- "Guld och gröna skogar" Hasse Andersson (2015 Warner Music, SWE No. 3, 4X platinum) Single
- "Tekoon Bede" Arash (2015 Warner Music) Single
- "In Memories" (from Avengers: Age Of Ultron) Wrethov (2015 Marvel Music) Single
- "Bada Nakna"  Samir & Viktor (2016 Warner Music, SWE No. 1, 3X platinum) Single
- "Kizunguzungu"  SaRaha (2016 Warner Music, SWE No. 2, 2X platinum) Single
- "We Are Your Tomorrow"  David Lindgren (2016 Warner Music, gold) Single
- "10th Anniversary Best" KAT-TUN (2016 Johnny's Entertainment, JPN #1 gold) Album
- "Infinity"  Mohombi (2016 Capitol Records) Single
- "Kengele"  SaRaha (2016 Warner Music) Single
- "Cool Me Down"  Margaret (2016 Warner Music, 2X platinum) Single
- "Together" Marcus & Martinus (2016 Sony Music, SWE gold) Album
- "Without You" Marcus & Martinus (2017 Sony Music, SWE gold) Single
- "Gravity" Jasmine Kara (2017 Warner Music Sweden) Single
- "Running With Lions" Alice (2017 Warner Music Sweden) Single
- "Länge leve kärleken" Nya Vikingarna (2017 Universal Music) Single
- "Limbo" Panetoz (2017 PNTZ) Single
- "Everywhere" Julia Kedhammar (2017 Warner Music) Single
- "Whine Up" Chloé Gisele feat Bunji Garlin (2017 Cosmos) Single
- "Christmas"  John Lundvik (2017 Warner Music) Single
- "In my Cabana"  Margaret (2018 Warner Music, SWE 2X platinum) Single
- "Fuego" Eleni Foureira (2018 Panik Records, SWE gold, NOR, gold, SPAIN 2X platinum) Single
- "Mr Loverman"  Mohombi (2018 Powerhouse Records) Single
- "Leva Livet" Jan Malmsjö (2019 Warner Music) Single
- "Who I Am" Rebecka Karlsson (2019 Warner Music) Single
- "Too Late For Love" John Lundvik (2019 Warner Music, SWE 3X platinum) Single
- "Good For Me" Paul Rey (2019 Warner Music) Single
- "Theori" Theoz (2019 Warner Music) Single
- "Rapapa" PARi (2019 Wrethov Music) Single
- "illegal" new:ish (2019 Wrethov Music) Single
- "My Turn" John Lundvik (2019 Warner Music) EP
- "Living On High Hopes" Wrethov (2019 Wrethov Music) Single
- "Fuego" Måns Zelmerlöw  (2019 Warner Music) Single
- "Safe Place" Pelago feat Maximus (2019 Sony Music, SWE gold) Single
- "Vem e som oss" Anis Don Demina (2020 Warner Music, SWE 2x platinum) Single
- "Surface" Ellen Benediktson, Simon Peyron (2020 Warner Music) Single
- "Vad sa du att du hette" Samir & Viktor (2020 Warner Music) Single
- "Home" Pelago feat Maximus (2020 Sony Music) Single
- "Wild" Raylee (2020 Frontrunner Music, NOR gold) Single
- "Talking About Us" Lisa Borud (2020 Universal Music, NOR gold) Single
- "Temperatur" Anis Don Demina, Dotter (2020 Warner Music) Single
- "Amazing Grace" Tuneberg, Johanna Wrethov (2020 Sony Music) Single
- "Somebody To Love" Andreas Wijk (2020 Universal Music) Single
- "Voices" Tusse (2021 Universal Music, SWE 2X platinum) Single
- "One Touch" Kadiatou (2021 Universal Music) Single
- "Baila Baila" Alavaro Estrella (2021 Universal Music, SWE gold) Single
- "Om allting skiter sig" Emil Assergård (2021 Warner Music, SWE gold) Single
- "Beautiful" Michelle Morrone (2021 Universal Music) Single
- "Sad Boy" Maximus (2021) Single
- "Real One" Smash Into Pieces (2021 Sony Music) Single
- "Habit" Laurell (2021 Universal Music) Single
- "Flaggan i topp" Anis Don Demina, SAMI (2021 Warner Music, SWE gold) Single

## Låtar
Skrivna låtar av Wrethov.
- 2017 – What You do (tillsammans med Arash, Margaret, Robert Uhlmann och Thomas Karlsson).[5]
- 2017 – Se Fue (tillsammans med Andreas Oberg, Arash, Mohombi, Ninos Hanna och Robert Uhlmann).[6]
- 2018 – Mitt paradis (tillsammans med Hamed "K-One" Pirouzpanah och Sami Rekik).[7]
- 2019 – Tempo (tillsammans med Jimmy Jansson, Laurell Barker och Sebastian von Koenigsegg).[8]

### Melodifestivalen
- 2006 – Like Fire Tonight med Günther & The Sunshine Girls (skriven tillsammans med Mats Söderlund).

- 2008 – Upp o hoppa med Frida Muranius och Headline (skriven tillsammans med Frida Muranius och Sam Persson).

- 2013 – Jalla Dansa Sawa med Behrang Miri (skriven tillsammans med Behrang Miri, Firas Razak Tuma och Tacfarinas Yamoun).

- 2014 – Aleo med Mahan Moin (skriven tillsammans med Mahan Moin).

- 2015 – Insomnia med Ellen Benediktson (skriven tillsammans med Ellen Benediktson).

- 2015 – Guld och gröna skogar med Hasse Andersson (skriven tillsammans med Elin Wrethov, Johan Bejerholm och Johan Deltinger).

- 2016 – Bada nakna med Samir & Viktor (skriven tillsammans med Fredrik Kempe och David Kreuger).

- 2016 – We Are Your Tomorrow med David Lindgren (skriven tillsammans med Sharon Vaughn och Gustav Efraimsson).

- 2016 – Kizunguzungu med SaRaha (skriven tillsammans med SaRaha och Arash Labaf).

- 2017 – Gravity med Jasmine Kara (skriven tillsammans med Jasmine Kara).

- 2017 – Running With Lions med Alice (skriven tillsammans med Denniz Jamm, Andreas Johansson och Alice Svensson).

- 2018 – In My Cabana med Margaret (skriven tillsammans med Arash Labaf, Linnea Deb och Robert Uhlmann).

- 2018 – Mitt paradis med Elias Abbas (skriven tillsammans med Hamed "K-One" Pirouzpanah och Sami Rekik).

- 2019 – Leva livet med Jan Malmsjö (skriven tillsammans med Elin Wrethov och Johan Bejerholm).

- 2019 – Tempo med Margaret (skriven tillsammans med Jimmy Jansson, Laurell Barker och Sebastian von Koenigsegg).

- 2019 – Who I Am med Rebecka Karlsson (skriven tillsammans med Rebecka Karlsson och Henric Pierroff)).

- 2019 – Too Late for Love med John Lundvik (skriven tillsammans med John Lundvik och Andreas "Stone" Johansson).

- 2020 – Vem e som oss med Anis Don Demina (skriven tillsammans med Johanna Elkesdotter Wrethov, Anis Don Demina och Robin Svensk).

- 2020 – Surface med Ellen Benediktson & Simon Peyron (skriven tillsammans med Paul Rey, Laurell Barker, Sebastian von Koenigsegg och Ellen Benediktson).

- 2021 – One Touch med Kadiatou (skriven tillsammans med Joy Deb, Linnea Deb, Jimmy "Joker" Thörnfeldt).

- 2021 – Om allting skiter sig med Emil Assergård (skriven tillsammans med Emil Assergård, Jimmy Jansson, Jimmy Thörnfeldt och Johanna Wrethov).

- 2021 – Baila Baila med Alvaro Estrella (skriven tillsammans med Linnea Deb och Jimmy Thörnfeldt).

- 2021 – Voices med Tusse (skriven tillsammans med Joy Deb, Linnea Deb, Jimmy Thörnfeldt).

- 2022 – Änglavakt med John Lundvik (skriven tillsammans med John Lundvik, Benjamin Rosenbohm, Fredrik Sonefors och Elin Wrethov).

- 2022 – My Way med Tone Sekelius (skriven tillsammans med Tone Sekelius).

- 2022 – Freedom med Faith Kakembo (skriven tillsammans med Laurell Barker, Palle Hammarlund och Faith Kakembo).

- 2022 – Run to the Hills med Klara Hammarström (skriven tillsammans med Julie Aagaard, Klara Hammarström och Jimmy Thörnfeldt).

- 2023 – Rhythm of My Show med Tone Sekelius (skriven tillsammans med Dino Medanhodzic, Tone Sekelius och Jimmy  Thörnfeldt).

- 2023 – Now I Know med Tennessee Tears (skriven tillsammans med Tilda Feuk, Jonas Hermansson och Thomas Stengaard).

- 2023 – Never give up med Maria Sur (skriven tillsammans med Laurell Barker).

- 2023 – Sober med Laurell (skriven tillsammans med Laurell Barker, Andreas "Stone" Johansson och Thomas Stengaard).

- 2023 - Edelweiss med Signe & Hjördis (skriven tillsammans med Myra Granberg och Jimmy Jansson).
- 2024 - Controlla med Chelsea Muco (skriven tillsammans med Fernand MP, Karl Flyckt, Chelsea Muco, Elsa Carmona Oljelund, Pa Modou).
- 2024 - Banne Mej med Elecktra (skriven tillsammans med Elin Wrethov, Jonny Werner, Robin Werner).
- 2024 - Que Sera med Medina (skriven tillsammans med Jimmy Thörnfeldt, Medina).
- 2024 - When I'm Gone med Maria Sur (skriven tillsammans med Julie Aagaard, Maria Sur och Jimmy Thörnfeldt).
- 2024 - Dragon med LIAMOO (skriven tillsammans med Julie Aagaard, Liamoo och Jimmy Thörnfeldt).
- 2024 - En sång om sommaren med Lasse Stefanz (skriven tillsammans med Robert Norberg, Anders Wigelius).
- 2025 - Hush Hush med Meira Omar (skriven tillsammans med Dino Medanhodzic, Laurell Barker, Meira Omar).
- 2025 - Salute med Kaliffa (skriven tillsammans med Kaliffa, Jimmy Thörnfeldt, Robert Skowronski).
- 2025 - 24K Gold med Malou Prytz (skriven tillsammans med Julie Aagaard, Malou Prytz och Jimmy Thörnfeldt).
- 2025 - Sweet N' Psycho med Scarlet (skriven tillsammans med Dino Medanhodzic, Jimmy Thörnfeldt, Scarlet).
- 2025 - This Dream Of Mine med Arwin (skriven tillsammans med Julie Aagaard, Arwin, Peter Boström och Jimmy Thörnfeldt).
- 2025 - Bara bada bastu med KAJ (skriven tillsammans med KAJ, Robert Skowronski, Kristofer Strandberg).